# Everywhere We Go
Everywhere We Go släpptes den 2 mars 1999 på BNA Records, och är Kenny Chesney femte studioalbum. Albumet blev hans första att sälja 2× platina, då det sålde över två miljoner exemplar. Från albumet släpptes fyra singlar: "How Forever Feels", "You Had Me from Hello", "She Thinks My Tractor's Sexy", och "What I Need to Do", av vilka de två första toppade Billboards countrylista, "She Thinks My Tractor's Sexy" nådde elfte plats, och "What I Need to Do" nådde åttonde plats.

## Låtlista
| Nr           | Titel                        | Kompositör                             | Längd |
| ------------ | ---------------------------- | -------------------------------------- | ----- |
| 1.           | What I Need to Do            | Tom Damphier, Bill Luther              | 4:05  |
| 2.           | How Forever Feels            | Wendell Mobley, Tony Mullins           | 3:08  |
| 3.           | You Had Me from Hello        | Kenny Chesney, Skip Ewing              | 3:51  |
| 4.           | Kiss Me, Kiss Me, Kiss Me    | Brett James                            | 4:02  |
| 5.           | Life Is Good                 | Jeff Stevens, Steve Bogard             | 3:25  |
| 6.           | Everywhere We Go             | Paul Overstreet, Billy Aerts           | 3:06  |
| 7.           | She Thinks My Tractor's Sexy | Overstreet, Jim Collins                | 4:08  |
| 8.           | California                   | Chris Lindsey, Bill Luther, Aimee Mayo | 3:53  |
| 9.           | Baptism (med Randy Travis)   | Mickey Cates                           | 4:15  |
| 10.          | A Woman Knows                | Kenny Chesney, Overstreet, Don Sampson | 3:41  |
| 11.          | I Might Get Over You         | Ewing, Kent Blazy                      | 3:25  |
| Total längd: | Total längd:                 | Total längd:                           | 40:59 |

## Listplaceringar
| Lista (1999)                      | Topplacering |
| --------------------------------- | ------------ |
| Kanada, RPM Country Albums        | 5            |
| USA, Billboard Top Country Albums | 5            |
| USA, Billboard 200                | 51           |

## Singlar
| År   | Singel                         | Topplacering  | Topplacering | Topplacering     |
| År   | Singel                         | USA (country) | USA          | Kanada (country) |
| ---- | ------------------------------ | ------------- | ------------ | ---------------- |
| 1998 | "How Forever Feels"            | 1             | 27           | 1                |
| 1999 | "You Had Me from Hello"        | 1             | 34           | 1                |
| 1999 | "She Thinks My Tractor's Sexy" | 11            | 66           | 20               |
| 2000 | "What I Need to Do"            | 8             | 56           | 13               |

## Certifiering
| Land   | Certifiering |
| ------ | ------------ |
| Kanada | guld         |
| USA    | 2 xplatina   |

### Fotnoter
1. ↑  Music Canada, läst 19 september 2014
2. ↑  RIAA, läst 19 september 2014